# Пядишев Володимир Георгійович
Пядишев Володимир Георгійович (1952 р.н., м. Джанкой, Кримська область) – український науковець, доктор юридичних наук, професор, професор кафедри кібербезпеки та інформаційного забезпечення факультету підготовки фахівців для підрозділів кримінальної поліції Одеського державного університету внутрішніх справ.

## Життєпис
Народився у 1952 році у м. Джанкой Кримської області.

## Здобуття вищої освіти
У 1975 році закінчив Одеський політехнічний інститут за спеціальністю «Радіотехніка».
У 2008 році закінчив Одеський юридичний інститут Харківського національного університету внутрішніх справ і отримав повну (магістр) юридичну освіту за спеціальністю «Правознавство».

## Служба в органах внутрішніх справ
Службу в органах внутрішніх справ розпочав у 1993 році.
З травня 1993 року – викладач циклу оперативно-розшукової діяльності Одеського училища міліції МВС України.
З травня 1994 року – начальник кафедри технічних засобів попередження та розкриття злочинів Одеського училища міліції МВС України.
З квітня 1995 року – начальник кафедри основ управління та інформаційно-технічного забезпечення ОВС Одеського інституту внутрішніх справ.
З грудня 2003 року – доцент кафедри основ управління та інформаційно-технічного забезпечення ОВС Одеського юридичного інституту Національного університету внутрішніх справ.
З липня 2013 року – доцент кафедри інформаційно-технічного забезпечення ОВС та спеціальної техніки Одеського державного університету внутрішніх справ.
З квітня 2014 року – старший науковий співробітник відділу організації наукової роботи Одеського державного університету внутрішніх справ.
З квітня 2015 року – провідний науковий співробітник відділу організації наукової роботи Одеського державного університету внутрішніх справ.
З вересня 2016 року – доцент кафедри кібербезпеки та інформаційного забезпечення Одеського державного університету внутрішніх справ.
З вересня 2020 року – професор кафедри кібербезпеки та інформаційного забезпечення факультету підготовки фахівців для підрозділів кримінальної поліції Одеського державного університету внутрішніх справ.

### Міжнародна діяльність(тривалі закордонні відрядження – робота у складі міжнародних поліцейських команд)
·  1996-1997 – участь в операції ООН з підтримання миру і безпеки у колишній Югославський республіці Македонії – Сили превентивного розгортання ООН (СПРООН/UNPREDEP).
·  1998-2000 – участь в операції ООН з підтримання миру і безпеки у Боснії і Герцеговині – Місія ООН у Боснії та Герцеговині (МООНБГ/UNMIBH).
·  2002-2003 – участь в операції ООН з підтримання миру і безпеки у Косово – Місія ООН у справах тимчасової адміністрації у Косові (МООНК/UNMIK).
·  2004-2005 – участь в операції ООН з підтримання миру і безпеки у Ліберії – Місія ООН у Ліберії (МООНЛ/UNMIL).
·  2005-2006 – участь в операції ООН з підтримання миру і безпеки у Косово – Місія ООН у справах тимчасової адміністрації у Косові (МООНК/UNMIK).

## Наукова діяльність
У 1984 році захистив дисертацію на здобуття наукового ступеня кандидата технічних наук за спеціальністю 05.11.16 – інформаційно-вимірювальні та керуючі системи на тему «Підвищення інформативності вимірювачів температури електронів іоносферної плазми».
У 2020 році захистив дисертацію на здобуття наукового ступеня доктора юридичних наук в Одеському державному університеті внутрішніх справ за спеціальністю 21.07.05 – службово-бойова діяльність сил охорони правопорядку (юридичні науки) на тему «Правові та організаційні засади службово-бойової діяльності підрозділів поліції Організації Об’єднаних Націй на територіях локальних збройних конфліктів».
Член редколегії журналу «Морська безпека та оборона».
Є автором понад 100 наукових, науково-методичних та навчальних видань.

### Основні напрями наукового пошуку
Інформаційне забезпечення діяльності правоохоронних органів, протидія кіберзлочинності, організаційне та правове вдосконалення службово-бойової діяльності сил охорони правопорядку

## Нагороди та відзнаки
Має відомчі заохочувальні знаки МВС України, серед них:
· 2003 р. – відзнака МВС України – медаль «За сумлінну службу» ІІІ ступеня
· 2005р. – Пам’ятна відзнака МВС України – медаль «15 років МВС України»
· 2008 р. – відзнака МВС України – медаль «За сумлінну службу» ІІ ступеня
· 2010 р. – відзнака МВС України – медаль «За сумлінну службу» І ступеня
· 2010 р. – Нагрудний знак «За відзнаку в службі» І ступеня
· 2012 р. – ювілейна відзнака «90 років Одеському державному університету внутрішніх справ»
· 2017 р. – відзнака МВС України «За відзнаку в службі» ІІ ступеня
· 2019 р. – відомча заохочувальна відзнака – нагрудний знак «За безпеку народу»
· 2021 р. – відомча заохочувальна відзнака – нагрудний знак «За безпеку народу»
· 2022 р. – пам’ятна ювілейна відзнака «100 років Одеському державному університету внутрішніх справ».

### Має нагороди від Організації Об’єднаних Націй:
· Медаль «In the Service of Peace»
(За служіння миру) за участь в операції ООН у колишній Югославський республіці Македонії
· Медаль «In the Service of Peace» (За служіння миру) за участь в операції ООН у Боснії і Герцеговині 
· Медаль «In the Service of Peace» (За служіння миру) за участь в операції ООН у Косові 
· Медаль «In the Service of Peace» (За служіння миру) за участь в операції ООН Ліберії.